# Up for Murder
Pour plus de détails, voir Fiche technique et Distribution.
Up for Murder est un film américain de Monta Bell et Edward L. Cahn, sorti en 1931.

## Fiche technique
- Titre : Up for Murder
- Réalisation : Monta Bell, Edward L. Cahn
- Scénario : Monta Bell
- Direction artistique : Charles D. Hall
- Photographie : Karl Freund
- Montage : Ted J. Kent
- Société de production : Universal Pictures
- Pays de production : États-Unis
- Format : Noir et blanc
- Genre : drame
- Durée : 68 minutes
- Date de sortie : 1931

## Distribution
- Lew Ayres : Robert Marshall
- Genevieve Tobin : Myra Deane
- Purnell Pratt : William Winter
- Richard Tucker : Cyril Herk
- Frank McHugh : Collins
- Frederick Burt : Éditeur
- Dorothy Peterson : Mme Marshall
- Julia Swayne Gordon : Mrs. William Winter